# Tammer-Turnier
Das Tammer-Turnier (finnisch: Tammer-Turnaus; englisch: Tammer Tournament) ist eines der größten, internationalen Amateurboxturniere Europas und wird seit 1977 jährlich (Ausnahmen 1981, 1993, 2000) in der finnischen Stadt Tampere ausgetragen. Geboxt wird unter den Regeln des Amateurboxweltverbandes AIBA in zehn Gewichtsklassen.

## Geschichte
Das erste Turnier fand vom 12. bis 16. Oktober 1977 mit 54 Boxern unter anderem aus Finnland, Kanada, Bulgarien, Westdeutschland, der Tschechoslowakei und Norwegen statt. Gekämpft wurde in den damals üblichen elf Gewichtsklassen Halbfliegen, Fliegen, Bantam, Feder, Leicht, Halbwelter, Welter, Halbmittel, Mittel, Halbschwer und Schwergewicht. 1979 kam das Superschwergewicht hinzu, dafür wurden jedoch ab 2003 das Halbmittelgewicht und ab 2008 das Halbfliegengewicht gestrichen. Schon 1978 nahmen 79 Boxer aus 13 Nationen und 1979 bereits 117 Kämpfer aus 17 Nationen am Turnier teil. Die zahlenmäßig bisher größten Turniere wurden 1997 mit 122 Sportlern aus 35 Ländern und 1999 mit 146 Boxern aus 23 Staaten abgehalten.
Auch die Qualität der teilnehmenden Boxstaffeln, steigerte sich mit der Zeit enorm. Nahmen anfangs vorwiegend Stadt- und Vereinsmannschaften aus Finnland sowie nahen europäischen Ländern daran teil, wird das Turnier inzwischen vorwiegend von Boxern aus Nationalteams der ganzen Welt besucht. 1997 diente es als Qualifikationsturnier zur Teilnahme an den Europameisterschaften 1998 in Minsk, 1999 sogar als europäisches Qualifikationsturnier für die Teilnahme an den Olympischen Sommerspielen 2000 in Sydney. Seit 2010 wird auch Frauenboxen ausgetragen.
2012 nahmen 98 Boxer aus 18 Nationen teil, die sich in zehn Gewichtsklassen 87 Kämpfe lieferten.

## Ablauf
Für den Turniersieg, muss sich ein Boxer im K.-o.-System durch ein Achtelfinale, ein Viertelfinale, ein Halbfinale und schließlich ein Finale kämpfen. Ein Kampf geht über drei Runden a drei Minuten, mit einer Minute Pause zwischen den Runden. Eine Niederlage in einem der Kämpfe, führt zum Ausscheiden aus dem Turnier. Wie bei nahezu allen Amateurboxturnieren üblich, erhalten die beiden Verlierer der Halbfinalkämpfe einer Gewichtsklasse jeweils eine Bronzemedaille und teilen sich somit den dritten Platz. Zudem wird nach dem Turnier von den Offiziellen, der technisch herausragendste Boxer gewählt und mit einer Auszeichnung geehrt.
Gekämpft wird in den Gewichtsklassen Fliegen (-49 kg), Bantam (-52 kg), Feder (-56 kg), Leicht (-60 kg), Halbwelter (-64 kg), Welter (-69 kg), Mittel (-75 kg), Halbschwer (-81 kg), Schwer (-91 kg) und Superschwer (+91 kg).

## Bekannte Turniersieger
Zu den weltweit bekanntesten Siegern des Tammer Turniers zählen Mike Tyson (Superschwergewicht 1984), Óscar de la Hoya (Federgewicht 1989) und Danny García (Leichtgewicht 2005).
Weitere bedeutende Sieger waren Ulli Kaden (Superschwer 1980), Francesco Damiani (Superschwer 1982), Michal Franek (Halbmittel 1984), Andreas Zülow (Feder 1985), Wjatscheslaw Janowski (Welter 1985), Egerton Marcus (Mittel 1987), Mark Johnson (Halbfliegen 1988), Dieter Berg (Bantam 1988), Alexander Lebsjak (Halbmittel 1989), Terron Millett (Halbwelter 1989), Robin Reid (Halbmittel 1990), Sven Ottke (Halbschwer 1992), Oktay Urkal (Halbwelter 1992), David Guerault (Fliegen 1992), Zsolt Erdei (Mittel 1995), Amin Asikainen (Welter 1998), Falk Huste (Feder 1999), Mariusz Cendrowski (Halbwelter 1999), Denis Inkin (Mittel 1999), Paolo Vidoz (Superschwer 1999), Robert Helenius (Superschwer 2002 und 2005), Kenneth Egan (Halbschwer 2004, 2006 und 2012), Gyula Káté (Halbwelter 2006), Billy Joe Saunders (Welter 2007), Khedafi Djelkhir (Feder 2007), Ronny Beblik (Fliegen 2007), Luke Campbell (Bantam 2008), Salomo N’tuve (Fliegen 2008), Abdelhafid Benchabla (Halbschwer 2009), Tyron Zeuge (Halbschwer 2010), Patrick Wojcicki (Welter 2010), David Oliver Joyce (Leicht 2012) und John Joe Joyce (Welter 2012).